# Benkt Norelius
Benkt Rudolf Norelius (Umeå, 26 aprile 1886 – Linköping, 30 novembre 1974) è stato un ginnasta svedese.

## Palmarès

### Olimpiadi
- 1 medaglia:
  - 1 oro (Stoccolma 1912 nel concorso svedese a squadre)